# 출발 그리드
자동차 경주에서 처음의 출발 위치는 가장 빠르게 순위를 바꿀 수 있는 기회가 된다. 보통 결승전 때에는 예선전의 기록에 따라 자동차의 출발 위치를 정하게 되는데, 그 위치 표시를 출발 그리드, 스타트 그리드(Start Grids)라 하고 단순히 그리드라고도 한다. 그리드는 2열 종대의 지그재그식으로 정렬되어 있고 경주용 자동차가 식별할 수 있도록 그리드 정지선이 노면에 그려져 있다. 자동차 경주장에는 보통 30대 내외의 그리드가 정해져 있다.